# Едуард Бибринг
Едуард Бибринг (на немски: Edward Bibring) е австрийски психиатър и психоаналитик от еврейски произход.

## Биография
Роден е на 20 април 1894 година в Ивано-Франкивск, днешна Украйна. По време на Първата световна война служи в австрийската армия и е пленен от руснаците, след това учи във Виена. Около 1919 година започва да се интересува от психоанализата. През 1922 г. завършва медицинското си обучение и започва курс по психоанализа във Виенското психоаналитично общество. Година преди това се омъжва за Грете Бибринг. През 1925 г. той става асоцииран член на обществото, а две години по-късно и пълноправен член. След 1938 г. емигрира във Великобритания, а от 1941 г. работи по покана в Медицинския колеж Туфтс в САЩ. Председател е на Бостънското психоаналитично общество в периода 1947 – 49.
Умира на 11 януари 1959 година в Бостън, САЩ.